# Избирательная система

Мажоритарная система
Система относительного большинства
Система абсолютного большинства
Рейтинговое голосование
Мажоритарная бонусная система
Голосование блоком
Голосование партийным блоком
Полупропорциональная система
Система единого непереходного голоса
Кумулятивное голосование
Биномиальная избирательная система
Пропорциональная система
Партийный список
Система единого передаваемого голоса
Смешанная система
Смешанная избирательная система (относительное большинство)
Смешанная избирательная система (абсолютное большинство)
Параллельная система
Параллельное голосование (относительное большинство)
Параллельное голосование (абсолютное большинство)
Параллельное голосование (голосование блоком)
Параллельное голосование (система единого непереходного голоса)
Другие
Модифицированный подсчёт Борда
Нет прямых выборов
Нет информации

Избира́тельная систе́ма (систе́ма голосова́ния, систе́ма вы́боров) — набор правил, регулирующих порядок предоставления избирательных прав, проведение выборов и определение результатов голосования.
Избирательная система как термин является широким понятием и объясняет, подразумевает под собой все аспекты процесса голосования: сроки проведения выборов, определение количества избирателей и кандидатов, система выдачи и подсчёта бюллетеней для голосования, расходы на кампанию и другие факторы, связанные с процессом избрания органов публичной власти, граждан на руководящие должности.
Политические избирательные системы определяются конституциями и избирательными законами, как правило, проводятся избирательными комиссиями и могут использовать различные типы выборов для различных должностей.
Избирательные системы на выборах в органы публичной власти, граждан на руководящие должности устанавливаются избирательным законодательством государства, в некоторых странах существуют Центральные избирательные комиссии, в компетенцию которых входит контроль за соблюдением избирательных прав граждан страны, обеспечение подготовки и проведения выборов и иных голосований, организация их финансирования и другое.
На законодательном уровне, в частности в СССР, понятие «избирательная система» было впервые закреплено в Конституции СССР 1936 года, когда в ней появилась глава с аналогичным названием. Нормы этой главы касались регулирования избирательных прав граждан страны, порядка организации и проведения выборов и так далее.
В зависимости от переменных показателей (содержание голоса, величина округа, правило перевода полученных голосов в мандаты, голосование за конкретного кандидата или за партийный список кандидатов) специалисты проводят их классификацию.

## Виды избирательных систем

### Мажоритарная избирательная система
Система формирования выборных органов власти через персональное (индивидуальное) представительство называется мажоритарной (фр. majorité — большинство). Избранным считается кандидат, получивший большинство голосов избирателей. Существуют три разновидности мажоритарной системы: абсолютного, относительного и квалифицированного большинства:
- в первом случае избранным считается кандидат, собравший абсолютное большинство голосов — более 50 % голосов;
- во втором случае победителем становится кандидат, набравший больше голосов, чем остальные кандидаты (обыкновенное большинство голосов);
- в третьем случае победителю необходимо набрать заранее установленное (квалифицированное) большинство, по величине выше половины голосов — 2/3, 3/4 и т. д. Обычно применяется при решении конституционных вопросов.

### Пропорциональная избирательная система
Система формирования выборных органов власти через партийное представительство называется пропорциональной. Места (мандаты) распределяются в полном соответствии с числом набранных партиями голосов.
Определяется обычно путём деления общего числа действительных голосов на число мандатов, приходящихся на данный избирательный округ. Пример: дано 60 млн голосов и 100 мандатов: соответственно, партия должна получить 600 тыс. голосов минимально, чтобы получить один мандат. Одной из основных проблем пропорциональной системы является подсчёт остатков голосов, в каждой стране он распределяется по-разному.
В России такая система в своём полном виде работала при формировании Государственной думы с 2007 по 2011 годы (ныне действует смешанная). Существует на региональных выборах.
Кроме того, на выборах в Государственную думу 2007 года избирательный барьер для партий был повышен с 5 % до 7 %; были убраны нижний порог явки и возможность голосовать «против всех»; партиям было запрещено объединяться в партийные блоки.
На выборах разных уровней в России эта система работает так: сумму голосов избирателей, поданных за все прошедшие в парламент (преодолевшие 5 % барьер) партии, делят на 450 (число мандатов по федеральному избирательному округу). Полученный результат является первым избирательным частным. Затем голоса избирателей, поданные за каждый прошедший в парламент список, делят на первое избирательное частное. Целая часть полученного числа и определяет количество депутатских мандатов для каждой партии.
Оставшиеся мандаты — по одному — ЦИК передаёт партиям, у которых оказывается наибольшей дробная часть числа, полученного в результате деления. То есть сначала дополнительный мандат получает партия с наибольшим остатком, затем следующая за ней и т. д., до распределения всех оставшихся мест. Если дробные части у нескольких партий равны, то преимущество получит та, за которую проголосовали больше всего избирателей.
Затем мандаты распределяются внутри федерального списка партий. В первую очередь их получают кандидаты из его общефедеральной части. Оставшиеся думские места передают региональным группам. Для этого сумму голосов избирателей, полученных партией в регионах, делят на число вакантных внутри списка мандатов и получают второе избирательное частное. Затем голоса, отданные за каждую из региональных групп, делят на это частное. Целая часть полученного числа соответствует количеству мандатов для региональной группы. Оставшиеся свободные места ЦИК распределяет далее в соответствии со значениями дробных частей.
Если все преодолевшие 5%-й барьер партии не наберут более 50 %, то в думу проходят и те, кто получил менее 5 % (в порядке убывания голосов), пока сумма голосов избирателей не превысит 50 %. Если только одна партия наберёт более 50 %, а остальные — менее пяти, то мандаты будут распределены между партией-лидером и следующей за ней по количеству набранных голосов.
В основу системы распределения мандатов депутатов Государственной думы на выборах 2007 и 2011 годов лёг метод Хэйра.

### Смешанная избирательная система
Вся территория делится на избирательные округа, в которых выдвигаются как кандидаты по мажоритарной системе, так и списки кандидатов, выдвинутые партиями по пропорциональной системе.
Смешанная избирательная система — это по сути совокупность двух систем: пропорциональной и мажоритарной. При этом часть мандатов распределяется по пропорциональной системе (по партийным спискам), а другая часть по мажоритарной системе (голосование за кандидата).
В России (на думских выборах 1993, 1995, 1999, 2003, 2016 и 2021 годах) работает так:
- К распределению мест (мандатов) допускаются все партии (списки), преодолевшие избирательный барьер 5 %. Кроме того, возможны следующие случаи:
  - Если за партии, преодолевшие барьер, в сумме подано 50 или менее процентов голосов, то к распределению мест допускается одна или более «проигравших» партий в порядке убывания результата, пока совокупное количество голосов за все партии не превысит 50 %.
  - Если избирательный барьер преодолела лишь одна партия, то занявшая второе место партия в любом случае (даже если победитель набрал более 50 % голосов) допускается к распределению мандатов.
- Сумма голосов избирателей, поданных за все партии, допущенные к распределению мандатов, делится на 225 (количество мандатов по общефедеральным спискам — половина мест в Государственной думе). Полученный результат есть первое избирательное частное. Иногда это число называют «ценой мандата», то есть количество голосов избирателей, необходимое для получения одного места в парламенте.
- Число голосов избирателей, полученных каждым федеральным списком делится на первое избирательное частное.
- Целая часть числа, полученного в результате такого деления, есть число депутатских мандатов, которые получает соответствующий федеральный список кандидатов в результате первичного распределения депутатских мандатов.
- Проводится вторичное распределение оставшихся мандатов, которые передаются по одному тем федеральным спискам кандидатов, у которых оказывается наибольшей дробная часть числа, полученного в результате первичного распределения.
- После этого места распределяются внутри каждого списка. Приоритет имеет общефедеральная часть списка перед региональной.